# 段思英
大理文經帝段思英，大理国第2代皇帝。944年，段思平去世，其子段思英即位，在位仅1年，就因权位之争被废为僧，段思良篡位。一说”立未几死"，国人立其叔思良”。

## 生平
944年，段思英即位。次年，改年号为文经。据说段思英是个极其荒淫昏庸之人，“淫戏无度”，结果在位仅1年，就被段思平之弟段思良伙同相国董迦罗废除，段思良自立为帝。段思英被废为僧后，在大理崇圣寺修行，法号宏修大师。史称文经皇帝。在54歲大徹大悟，精心研習佛學，常在龍苑池邊說法，國人敬仰，猶如在世羅漢。年97歲去世。著有《宏修空門夢悟詩集》、 《黃龍金戈劍道》二十四卷。《三迤隨筆·天明皇帝段素興四事》記載，段思英帶著24位夫人一起出家無為寺。

## 研究
有研究认为，段思英被废为僧，属于大理国统治集团内部各种势力争斗中，一次典型的夺宫之变。据《滇史》记载，“思英性暴戾，居丧淫戏无度，多变易文德年制度”。这就是说，段思英被废，是因为三个原因：性情暴戾；淫戏无度；变易旧制。据云南省社科院历史研究所研究员段玉明所著的《大理国史》所述，段思英的性情是否暴戾，除《滇史》外，其它各史均无记载；至于淫戏无度是否到了必欲废之的地步，也有待研究。因此，性情暴戾、淫戏无度，应该都不是段思英被废的主要原因，倒是“变易旧制”这第三个原因颇耐人寻味。段思英将其母杨桂仙封为“榆城宣惠圣国母”，不是一个单纯的尊母行为，而是一个推崇杨氏势力的信号，这显然与段思平立国时，以董姓为重要依靠的方针有悖，所谓变易旧制，应该就是指这一变化。董氏为滇中旧族，是段思平改朝换代时的主要依靠力量，董氏的代表人物董迦罗乃段思平的军师，与段思英之叔段思良关系不一般。大理国建立后，董迦罗顺理成章地成了大权在握的相国。段思平死后，段思英企图抬高杨氏势力的地位，很可能是因为受到了董氏势力的威逼，而段思英的所作所为，势必引起以董氏势力为首的各政治势力的不满，在这个过程中，董迦罗自然与和他相交甚深的段思良结成了利益联盟。946年，在位仅有1年光景的段思英被其叔段思良、相国董迦罗废而为僧，自认开国有功的段思良即位。从此以后，大理国的王位继承上思平、思良两支系更替的争夺，埋下激烈的权力争斗的伏线。他的玄孙段思廉在1044年被拥立为大理国第11位皇帝。